# Florentina de Cartagena
Florentina de Cartagena, amplamente conhecida como Santa Florentina, chamada também de Florência (em latim: Florentia) é uma santa venerada pela Igreja Católica. Nascida em meados do século VI em Cartagena, na região da Hispânia, ela e a família era cristãs engajadas na disseminação do cristianismo.

## História

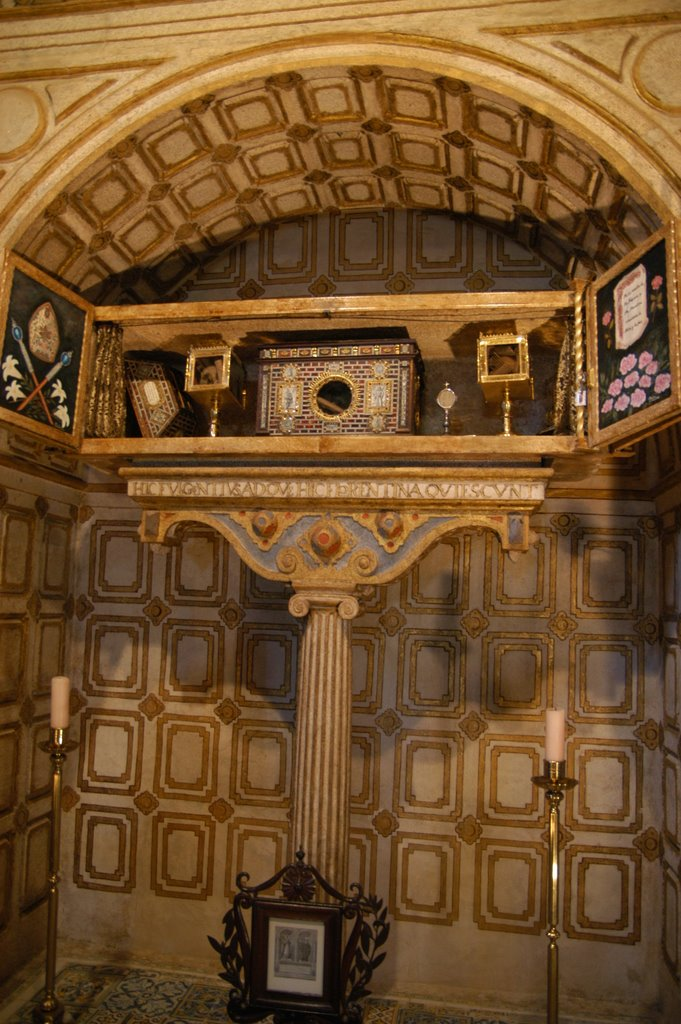
Relicário de Santa Florentina e São Fulgêncio de Ruspe em Berzocana.

Florentina era irmã de três bispos ibéricos na época do reino visigótico, Leandro & Isidoro de Sevilha e Fulgêncio de Cartagena, e consagrou sua virgindade a Deus. Todos os quatro acabaram canonizados. Ela era mais nova que Leandro, o futuro arcebispo de Sevilha, mas mais nova que Isidoro, que o sucederia. Antes de ser elevado ao episcopado, Leandro havia sido monge e foi por influência sua que Florentina abraçou a vida ascética. Ela se associou com diversas outras virgens que desejavam abandonar a vida mundana e juntas formaram uma comunidade religiosa. Fontes posteriores declaram que a residência chamava-se Convento de Santa Maria de Valle, em Ástigis (moderna Écija), a cidade onde depois seu terceiro irmão, Fulgêncio, seria bispo.
Seja como for, é certo que ela se consagrou a Deus antes de 600, pois Leandro, que morreu neste anou ou no seguinte, escreveu para ela como guia um livro que ainda existe e trata da vida de uma freira e do desprezo pelo mundo ("Regula sive Libellus de institutione virginum et de contemptu mundi ad Florentinam sororem"). Na obra, Leandro descreve as regras pelas quais virgens consagradas enclausuradas deveriam viver. Ele as adverte firmemente a evitarem a interação com mulheres vivendo no mundo e com homens, especialmente os jovens; recomenda uma temperança estrita na comida e bebida, aconselha a leitura e meditação das Escrituras, exorta ao amor e à amizade a todos os membros da comunidade e pede que sua irmã permaneça verdadeira ao seu "estado sagrado".
Florentina regulou sua vida de acordo com as regras do irmão, entrando com fervor no espírito da vida religiosa e foi honrada com a santidade depois de morrer. Seu irmão mais novo Isidoro também dedicou-lhe sua obra "De fide catholica contra Judæos", escrita a seu pedido. Florentina morreu no início do século VII e é venerada como padroeira da diocese de Plasencia, festejada no dia 20 de junho. Seu nome aparece como Florentia no "Martirológio Romano", mas ela é muito mais conhecida como Florentina.
Uma parte importante de seu corpo está enterrado na Catedral de Múrcia (moderna Espanha), onde ainda hoje Florentina é venerada. Outra parte, maior, está em Berzocana (Espanha), onde ela é venerada juntamente com Fulgêncio.